# Індекс контуру відносно точки

Крива з індексом 2 відносно точки p.

У математиці, індекс замкнутої кривої (контуру) на площині відносно деякої точки — ціле число, що характеризує кількість обертань кривої навколо точки проти годинникової стрілки .  Це число залежить від орієнтації кривої, і є від'ємним, якщо напрям кривої визначений за годинниковою стрілкою.
Індекси кривих — фундаментальні об'єкти вивчення в алгебраїчній топології, і вони відіграють важливу роль у векторному численню, комплексному аналізі, геометричній топології, диференціальній геометрії, і фізиці.

## Інтуїтивне визначення

Об'єкт, що здійснює рух по кривій здійснює два обертання навколо точки спостереження.

Нехай задана деяка замкнута крива у площині xy.  Цю криву можна уявити, як шлях руху деякого об'єкта, причому напрям руху визначає орієнтацію кривої.  Тоді індекс кривої рівний повному числу обходжень проти годинникової стрілки, які об'єкт робить навколо деякої точки.
Перераховуючи число обертань проти годинникової стрілки , із знаком плюс, тоді як число обертань за годинниковою стрілкою зі знаком мінус одержуємо загальний індекс даної замкнутої кривої. Також це число рівно кількості обертань, що здійснює об'єкт, що знаходиться в даній точці і спостерігає за рухом точки по кривій, як на малюнку справа. 
Індекс може бути рівним будь-якому цілому числу.
Нижче зображені замкнуті криві з індексами між −2 і 3:
| {\displaystyle \cdots } |    |    |   |                         |
|                         | −2 | −1 | 0 |                         |
|                         |    |    |   | {\displaystyle \cdots } |
|                         | 1  | 2  | 3 |                         |

## Формальне визначення
Нехай замкнута крива C на площині у полярних координатах визначається рівняннями:
{\displaystyle r=r(t)} та {\displaystyle \theta =\theta (t)}, для {\displaystyle 0\leqslant t\leqslant 1.}
де {\displaystyle r(t),\theta (t)} — неперервні функції і  r > 0 тобто початок координат не належить даній кривій.
Оскільки початкова і кінцева точки замкнутої кривої збігаються, то θ(0) і θ(1) відрізняються на 2πn де n — ціле число, що й називається індексом контуру відносно початку координат. Отже:
{\displaystyle \operatorname {I} (C,0)={\frac {\theta (1)-\theta (0)}{2\pi }}.}
Перенесенням початку координат можна визначити індекс контуру відносно довільної точки, що не належить даному контуру.

### Диференціальна геометрія
В диференціальній геометрії параметричні рівняння вважаються диференційованими чи принаймні кусково-диференційованими і полярні координати можна виразити через прямокутні:
{\displaystyle d\theta ={\frac {1}{r^{2}}}\left(x\,dy-y\,dx\right)\quad r^{2}=x^{2}+y^{2}.}
Тоді індекс контуру можна визначити за допомогою криволінійного інтегралу:
{\displaystyle \operatorname {I} (C,0)={\frac {1}{2\pi }}\oint _{C}\,{\frac {x}{r^{2}}}\,dy-{\frac {y}{r^{2}}}\,dx.}

### Комплексний аналіз
В комплексному аналізі індекс замкнутої кривої C на комплексній площині можна визначити за допомогою комплексної змінної z = x + iy. Якщо записати z = reiθ, тоді
{\displaystyle dz=e^{i\theta }dr+ire^{i\theta }d\theta \!\,}
і тому
{\displaystyle {\frac {dz}{z}}\;=\;{\frac {dr}{r}}+i\,d\theta \;=\;d[\ln r]+i\,d\theta .}
Проінтегрувавши ці рівності і врахувавши, що оскільки крива замкнута то її кінці і, відповідно, значення ln(r) на них збігаються можна одержати визначення індексу кривої відносно початку координат:
{\displaystyle \operatorname {I} (C,0)={\frac {1}{2\pi i}}\oint _{C}{\frac {dz}{z}}.}
Більш загально індекс C відносно комплексного числа a можна визначити як
{\displaystyle \operatorname {I} (C,a)={\frac {1}{2\pi i}}\oint _{C}{\frac {dz}{z-a}}.}

## Властивості
- Якщо криві C і D — гомотопні у множині {\displaystyle \mathbb {C} /\{a\},} то {\displaystyle \operatorname {I} (C,a)=\operatorname {I} (D,a);}
- В кожній компоненті зв'язності множини {\displaystyle \mathbb {C} /C} значення індексу кривої C визначено однозначно для всіх точок;
- Нехай A — деяка однозв'язна множина у {\displaystyle \mathbb {C} } і {\displaystyle C\subset A} — замкнута крива. Тоді якщо {\displaystyle x\notin A} то {\displaystyle \operatorname {I} (C,x)=0;}
- Для довільного контуру C множина точок {\displaystyle x\in \mathbb {C} /C} для яких {\displaystyle \operatorname {I} (C,x)=0} є компактною множиною.